# Mashallah ibn Athari

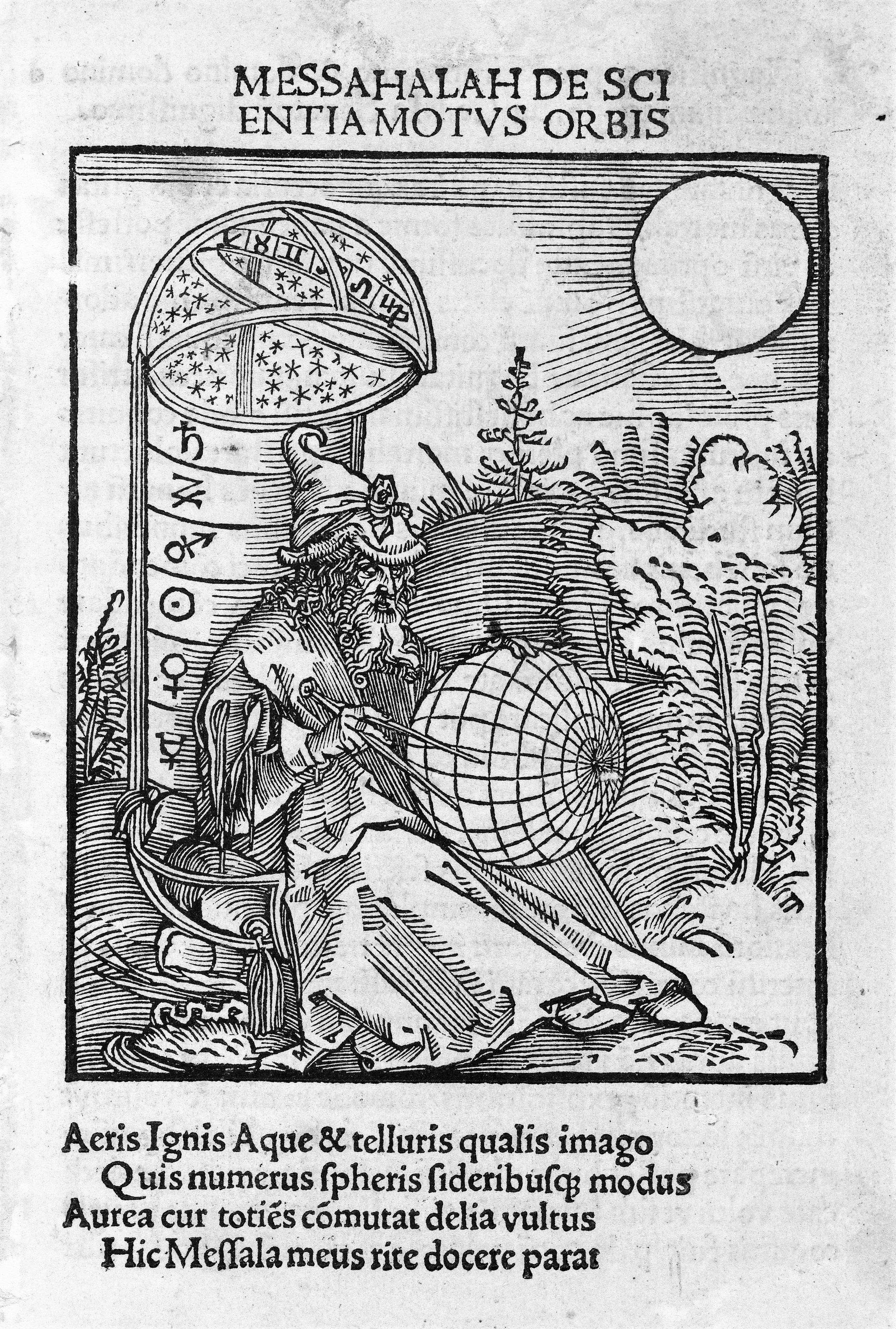
Gravure van Albrecht Dürer, uit de De scientia motus orbis, 1504

Mashallah, voluit Masha'allah ibn Atharī, (ca.740 - 815) was een 8e-eeuws Perzisch Joods astroloog en astronoom uit Basra (nu in Irak). Hij werd de belangrijkste astroloog van zijn periode.
De Arabische uitdrukking ma sha`a allah betekent aanvaarding van Gods wil inzake het goede of slechte lot dat iemand toevalt. Zijn naam wordt gewoonlijk gelatiniseerd als Messala of Messahalla. De krater Messala op de maan is naar hem genoemd.

## Levensloop
Zijn echte naam was waarschijnlijk Manasseh of Jethro. Latijnse vertalers noemden hem  Messahala of varianten ervan zoals Messahalla Messala, Macellama, Macelarma, Messahalah. Zijn bloeiperiode was ten tijde van het kalifaat van Al-Mansoer en hij zou een van de vroegste islamitische astrologen en astronomen worden. Wetenschapshistoricus Donald Hill schrijft dat hij afkomstig was van Khorasan.
Als jongeman nam hij deel aan de bouw van Baghdad in 762 door in een groep astrologen te werken, geleid door 'Naubakht de Pers'. Hun opdracht was om een electiehoroscoop op te stellen, teneinde de meest gunstige datum voor de stichting van de stad vast te stellen. 
Hij schreef meer dan twintig boeken over astrologie, die later toonaangevend zouden worden. Eerst lieten ze hun invloed gelden in het Midden-Oosten, en vanaf de 12de eeuw in Europa, toen  de horoscopische astrologie daar opnieuw bekend geraakte. 

## Werk
Van zijn meer dan 20 werken zijn er maar enkele overgebleven. Slechts één geschrift van hem bestaat nog in de oorspronkelijke Arabische taal. Afgezien daarvan zijn er nog veel middeleeuwse vertalingen in het Latijn, het Byzantijns Grieks en het Hebreeuws. Een van zijn populairste boeken was in de middeleeuwen De scientia motus orbis, vertaald door Gerard van Cremona. Zijn verhandeling De mercibus (over prijzen) is het oudst bekende wetenschappelijk werk in het Arabisch.
Hij schreef ook verhandelingen over het astrolabium. Zijn De scientia motus orbis is waarschijnlijk het werk waar in het Arabisch als 'Het zevenentwintigste' wordt naar verwezen. Dit werk werd in Neurenberg gedrukt in 1501 en 1549. De tweede editie, De elementis et orbibus coelestibus, bevat 27 hoofdstukken. De 12de-eeuwse astroloog en geleerde Abraham ibn Ezra vertaalde twee van Mashallahs  astrologische verhandelingen in het Hebreeuws: She'elot en Ḳadrut. Eén werk is beschikbaar in het Engels en heet 'On Reception'. Het is uit het Latijn  vertaald (Latijnse uitgave van Joachim Heller, Nuremberg, 1549) door de astroloog Robert Hand.